# Церква святого священномученика Йосафата (Тернопіль)
Церква святого священномученика Йосафата — храм і парафія Центрального деканату м. Тернополя Тернопільсько-Зборівської архієпархії УГКЦ.

## Історія
19 лютого 1996 року — в обласній державній адміністрації затверджено статут парафії.
26 грудня 1996 року — Тернопільською міською радою надано земельну ділянку під будівництво храму.
10 серпня 1997 року — освячено хрест на місці будівництва храму.
17 серпня 1997 року — перша Свята Літургія.
30 листопада 1997 року — освячено каплицю.
9 серпня 1998 року — освячено наріжний камінь.
Березень 1998 року — отримано дозвіл на виконання будівельних робіт за проектом архітектора Олега Головчака.
25 листопада 1999 року — разом із першою цеглиною закладено капсулу з листом нащадкам про наміри, мрії, молитви вірних парафії.
25 листопада 2002 року — вхід у новозбудований храм.
2013 — розпочато розпис храму всередині.

## Парохи
| Ім'я                            | Роки                                          | Коротка довідка | Світлини |
| ------------------------------- | --------------------------------------------- | --- | -------- |
| о. Іван Гуня                    | 1997—2004                                     | Засновник і перший парох парафії |          |
| о. Роман Кузьменко              | 2004—2005                                     | Адміністратор парафії |          |
| о. Тадей Нога                   | 1997—1998                                     | Сотрудник парафії |          |
| о. Олег Пастушин                |                                               | Сотрудник парафії |          |
| о. Іван Борисюк                 | 2001—2004                                     | Помічник парафії. Помер 2002 року. |          |
| о. Володимир Демчук             | 2005—2020                                     | Був сотрудником парафії. Народився 25 грудня 1973 року в селі Нижчі Луб’янки, Збаразького району, Тернопільської області. Закінчив Тернопільську духовну семінарію імені Патріарха Йосифа Сліпого та католицький університет Айхштетт-Інгольстадт, де здобув ліцензіат богослов’я у галузі християнської соціальної етики. Рукоположений 21 листопада 2004 року. Нагороджений нагрудним золотим хрестом. Помер 23 листопада 2020 року. |          |
| о. д-р. Володимир Ковалковський | 2002—2005 (сотрудник), з 2005 (адміністратор) | |          |
| о. Андрій Пиптик                | з 2003                                        | Сотрудник парафії |          |
| о. Андрій Желізко               | з 2004                                        | Сотрудник парафії |          |

## Спільноти та діяльність парафії
- Братство Матері Божої Неустанної Помочі
- Братство Архистратига Михаїла
- Товариство Християнських Сімей «Християнська родина»
- Парафіяльна школа
- Спільнота «Марійська дружина»
- «Вівтарне братство»
- Спільнота «Ал-Анон»
- Спільнота «Матері в молитві»
- Християнська молодіжна спільнота «Знамення»